# Serhij Ilin
Serhij Iwanowycz Ilin, ukr. Сергій Іванович Ілін (ur. 10 stycznia 1987) – ukraiński piłkarz, grający na pozycji obrońcy.

## Kariera piłkarska

### Kariera klubowa
Wychowanek szkoły piłkarskiej Szachtar Donieck, barwy którego bronił w juniorskich mistrzostwach Ukrainy (DJuFL). Karierę piłkarską rozpoczął 31 lipca 2004 w składzie trzeciej drużyny Szachtara Donieck. Potem występował w drużynie rezerw Krywbasa Krzywy Róg i Zorii Ługańsk. Na początku 2009 został piłkarzem Heliosu Charków, a latem zaliczył występy w amatorskim zespole FK Łużany i trzecioligowych klubach FK Połtawa i Bukowyna Czerniowce. W rundzie wiosennej sezonu 2010/11 bronił barw Desny Czernihów, a następny sezon Nywy Tarnopol. Latem 2012 wyjechał do Łotwy, gdzie zasilił skład FK Jelgava. Na początku 2013 powrócił do Ukrainy, gdzie potem grał w amatorskim zespole Huculszczyna Kosów.